# 卵索线虫属
卵索线虫属（学名：Ovomermis）是索线虫科的一属。

## 下属物种
本属包括以下物种：
- 中华卵索线虫 Ovomermis sinensis Chen et al.
- 厦门卵索线虫 Ovomermis xiamenensis